# Haus Rue de la République 30

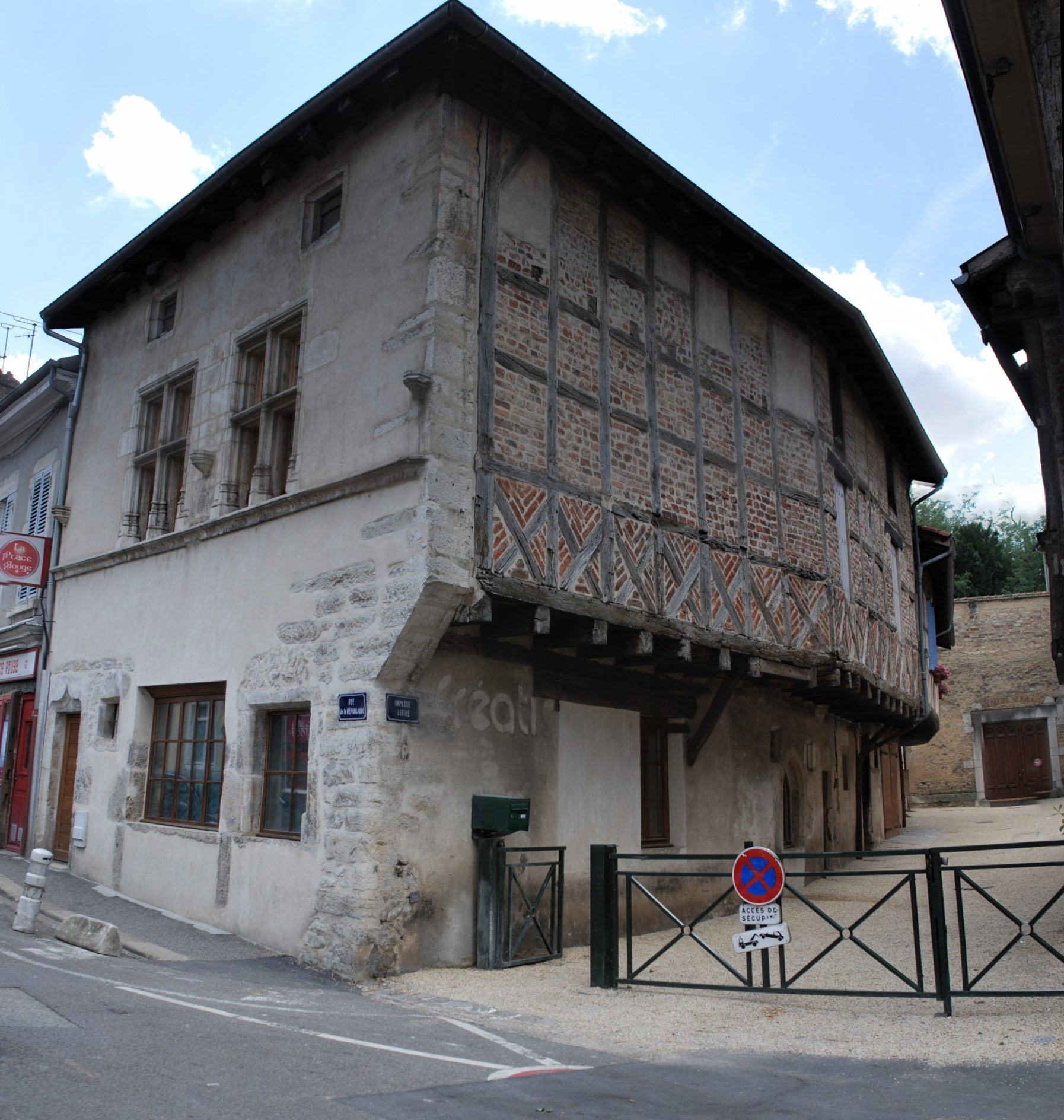
Straßenecke zur Impasse Littré

Das Haus Rue de la République 30 in Bourg-en-Bresse aus der 2. Hälfte des 15. Jahrhunderts liegt an der Straßenecke zur Impasse Littré im Bereich der Arrondissementshauptstadt. Die Rue de la République führt nach Südwesten aus der Altstadt heraus. Das Eckhaus ist auf beiden Seiten an seine Nachbarhäuser angebaut. Es gehört zum Monument historique Frankreichs. Fassade und Dachstuhl wurden am 28. Juli 1947 unter Schutz gestellt. Bereits im April 1945 wurde das Haus von Roz Raymond, der sich für das Kataster vieler Baudenkmäler der Stadt verantwortlich zeigt, planerisch dokumentiert.

## Baubeschreibung
Das zweigeschossige Haus mit flachem Satteldach steht in dem spitz zulaufenden Winkel zweier Straßen. Während die Seite zur Rue de la République als Schaufassade gestaltet ist, wurde die andere frei stehende Front zu der wesentlich unbedeutenderen, heute als Sackgasse endenden Gasse im ersten Stockwerk in Fachwerk-Konstruktion ausgeführt. Zahlreiche Veränderungen sind sichtbar. Erhalten ist der original gotische Eingang sowie die beiden auf einem durchgehenden Gesims ruhenden Zwillingsfenster, die kunstvolle Steinmetzarbeiten aufweisen. Die vordere Hälfte des ersten Stocks ist auf der Gassenseite fensterlos, der Erhaltungszustand des Fachwerkes, insbesondere der Schwellenbalken der Auskragung ist schlecht.